# Agrochola nigriclava
Agrochola nigriclava là một loài bướm đêm trong họ Noctuidae.